# اريك فوسام
اريك فوسام (بالإنجليزية: Eric Fossum)‏ هو مهندس كهربائي أمريكي، ولد في 17 أكتوبر 1957 في هارتفورد في الولايات المتحدة.